# 赫店镇
赫店镇，是中华人民共和国安徽省芜湖市无为市下辖的一个乡镇级行政单位。

## 行政区划
赫店镇下辖以下地区：
赫店社区、平安村、曹王村、留桥村、宏林村、黄墩村、汪邵村、二埠街村、苏塘村和神墩村。